# Ham House
Ham House é um palácio situado ao lado do rio Tâmisa em Ham, ao sul de Richmond, em Londres, na Inglaterra. É reivindicado pelo National Trust como o "único na Europa com a sobrevivência mais completa de moda e de poder do século XVII."

## História
Ham no início do século XVII foi dada por Jaime I ao seu filho, Henrique Frederico, Príncipe de Gales.
A casa foi construída em 1610 por sir Thomas Vavasour, cavaleiro marechal de Jaime I. Originalmente formado um traçado em plano-H constituída em nove baías e três andares. A localização ao lado do Tâmisa era ideal para Vavasour, permitindo-lhe mover-se entre as cortes em Richmond, Londres e Windsor.
Com a morte do Príncipe de Gales, em 1618, as terras em Ham e Petersham passaram para o segundo filho de Jaime, Carlos, vários anos antes de sua coroação em 1625. Após a morte de Vavasour em 1620, a casa foi concedida a John Ramsay, 1º Conde de Holderness até sua morte, em 1626.

## No cinema e na televisão
Ham House tornou-se um local popular para produções de cinema e televisão, tanto seu interior quanto exterior. O exterior foi usado como Palácio de Kensington, em The Young Victoria de 2009, e como o Colégio Interno Hailsham no filme Never Let Me Go de 2010, estrelado por Carey Mulligan, Andrew Garfield e Keira Knightley. O interior de Ham também forneceu uma localização conveniente para os quartos de Vronsky no filme de Joe Wright Anna Karenina, de 2012, e a versão da Disney da aventura marciana de Burroughs, John Carter. A casa também tem destaque em documentários de televisão e rádio.